# Monte Polio
Monte Polio o pico Polio (en asturiano, picu Polio) es una montaña situada en el concejo de Mieres, Asturias.

## Orografía
Tiene una altitud de 1 046 m s. n. m., lo que convierte al Polio en el pico más alto de la sierra de Carraspientes. Desde su cima se puede contemplar gran parte de la Asturias central y la Cordillera cantábrica, así como parte de los Picos de Europa y de la costa del mar cantábrico.

## Actividad
En la ladera oeste del monte Polio se situaba la mina Mariana, de la que aún quedan algunos restos.